# Skisport
Skisport er en fælles betegnelse for idrætsgrene, der gør brug af skiløb. Der skelnes først og fremmest mellem de nordiske discipliner og de alpine discipliner, men dertil kommer fristil og skiskydning.
De nordiske discipliner omfatter:
- Langrend
- Skihop
- Nordisk kombination

De alpine discipliner omfatter:
- Styrtløb
- Super-G
- Storslalom
- Slalom
- Alpin kombination

- Wikimedia Commons har flere filer relateret til Skisport

| Sport | Spire Denne artikel om sport er en spire som bør udbygges. Du er velkommen til at hjælpe Wikipedia ved at udvide den. |